# 细梗附地菜
细梗附地菜（学名：Trigonotis gracilipes）为紫草科附地菜属的植物。分布于印度东北部以及中国大陆的西藏、四川、云南等地，生长于海拔2,500米至4,200米的地区，多生于林缘、林内、谷地、山坡草地和沟边，目前尚未由人工引种栽培。